# Astarte triangularis
Astarte triangularis är en musselart. Astarte triangularis ingår i släktet Astarte och familjen Astartidae. Inga underarter finns listade i Catalogue of Life.